# جیمز الکساندر لیندسی
جیمز الکساندر لیندسی (انگلیسی: James Lindsay; ۲۵ اوت ۱۸۱۵ – ۱۳ اوت ۱۸۷۴) فرد نظامی اهل پادشاهی متحد بریتانیای کبیر و ایرلند بود.